# Justice League Europe
La Justice League Europe, spesso abbreviato in JLE, è un gruppo di supereroi pubblicato dalla DC Comics, ideato nel 1989 da Keith Giffen e J.M. DeMatteis.
È stata una branca della Justice League International con base prima a Parigi e, in seguito, in Gran Bretagna.

## Storia editoriale
Visto il grande successo della Justice League International, la DC Comics ideò una serie spin-off ambientata in Europa, sempre scritta dal duo Giffen/De Matteis, con storie ricche di humour e dialoghi brillanti.
La Lega aveva un'ambasciata a Parigi ed era composta da tutti quegli eroi "in esubero" nella Lega (indimenticabile l'affollatissima copertina di Justice League International n. 24 con tutti i membri del team e con Guy Gardner che chiede "Who let these guys in?"); la formazione comprendeva:
- Capitan Atom
- Elongated Man
- Animal Man
- Metamorpho
- Crimson Fox
- Rocket Red
- Power Girl
- Flash (Wally West)
- Wonder Woman

In seguito il team traslocò in un castello abbandonato in Gran Bretagna.
Mortali nemici della JLE erano gli "Extremist" un gruppo di nemici ispirati a celebri criminali della Marvel Comics:
- Lord Havok, tiranno in armatura cibernetica, ispirato al Dottor Destino
- Dreamslayer, potente strega demoniaca, ispirata a Dormammu
- Gorgon, con tentacoli robotici come il Dottor Octopus
- Tracer, un uomo ferino con lame ai polsi, simile a Sabretooth
- Dottor Diehard, signore del magnetismo proprio come Magneto
- Carny, ispirato ad Arcade

Nell'estate del 1996, dati i cali di vendite, la serie è stata cancellata e sostituita dalla JLA di Grant Morrison.